# Daniel Arroyave
Arroyave  Cañas est un nom espagnol. Le premier nom de famille, en général paternel, est Arroyave ; le second, en général maternel, souvent omis, est Cañas.
Daniel Arroyave Cañas, né le 19 juin 2000 à Yarumal, est un coureur cycliste colombien.

## Biographie
En février 2020, il devient champion de Colombie sur route espoirs à Tunja. À seulement vingt ans, il intègre une équipe de niveau WorldTour.

## Palmarès et résultats

### Palmarès par année
- 2018
  - Vuelta del Porvenir :
    - Classement général
    - 4e étape
- 2020
  -  Champion de Colombie sur route espoirs
  - 2e étape de la Clásica de Rionegro
- 2024
  - 1re étape de la Vuelta a Boyacá

### Classements mondiaux
| Année                                 | 2019  |
| ------------------------------------- | ----- |
| Classement mondial                    | 2646e |
| UCI America Tour                      | 425e  |
|                                       |       |
| Légende : nc = non classéSource : UCI |       |